# Dévényi Rita
Dévényi Rita (Budapest, 1957. február 8. –) magyar díszlet- és jelmeztervező.

## Életpályája
1985-ben diplomázott a Magyar Képzőművészeti Főiskola szcenika szakán. Már az egyetemi évei alatt a MAFILM ösztöndíjasa volt. 1993–1999 között a Magyar Televízió rendezőasszisztens-, illetve felvételvezető OKJ-s képzésében óraadó volt. 2009–2012 között a Színház- és Film Intézet képzésvezetője volt. 2010-től a Budapesti Metropolitan Egyetem óraadója.

### Munkássága
Az Operaházban, a győri és a Miskolci Nemzeti Színházban, a szolnoki Szigligeti Színházban, a Játékszínben, a Radnóti Miklós Színházban, a Budapesti Kamaraszínházban, a Vígszínházban tervezett, továbbá filmes és televíziós munkákat készített. A Magyar Képzőművészeti Egyetemen mozgóképes látványtervezést tanított.

## Családja
Szülei: Dévényi László (1925–2006) filmrendező és Rostagni Olga voltak. 1977-ben házasságot kötött Molnár György rendezővel. Két gyermekük született: Judit Anna (1982) és Péter Miklós (1993).

## Színházi munkái
| - Guillén: Este kell a szerelem (1982) - Pospíąilová: Visszhanghercegnő (1985) (j) - Zelk Zoltán: Az ezernevű lány (1985) (j) - Britten: Albert Herring (1988) (j) - Csiky Gergely: A nagymama (1989) (j) - Sultz Sándor: Öljük meg Józsit! (1989) - Vajda: Így játszunk mi (1989) (j) - Bizet: Carmen (1989) (j) - Kornis Mihály: Körmagyar (1990) - Mascagni: Parasztbecsület (1992) (j) - Pozsgai Zsolt: Szeretlek cirkusz (1992) (j) - Zágon István: Hyppolit, a lakáj (1995) - Puccini: Angelica nővér (1996) (j) - Tímár Péter: Indul a bakterház (1997) (j) - Kisfaludy Károly: Kérők (1997) (j) - Kiss Csaba: Animus és Anima (1997) (j) - Gorkij: Éjjeli menedékhely (2001) - Marriott: Nász-frász (2003) (j) - Egressy Zoltán: 4x100 (2003) - Benedek Miklós: Virrasztás (2005) (j) - Forgách András: Erik (2005) (j) - Kemény Gábor: Casting (2006) (j) - Szomory Dezső: Takáts Alice (2011) (j) - Ágoston György: Meseautó (2013) (j) - Benedek Miklós: Bombaüzlet?! (2013) (j) - Matuz János: Momo (2014) - Lengyel Menyhért: Róza (2014) (j) - Petőfi Sándor: János vitéz (2015) (j) - Molnár Ferenc: Riviéra (2019) | - Kapás Dezső: Bűn és bűnhődés (1998) - Karjakin: Bűn és bűnhődés (2001) - Molnár Ferenc: Liliom (2001) - Miller: Pillantás a hídról (2002) - Morcsányi Géza: Doktor Zsivago (2002) - O'Neill: Boldogtalan hold (2003) |

## Filmes munkái
- Gyuszi ül a fűben (1989)
- Az expedíció (2014)

### Jelmeztervezőként
- Nehéz nőnek lenni? (1986)
- Egyszer élünk (2000)
- Telitalálat (2003)
- Könyveskép (2004)
- Tavasz, nyár, ősz (2007)
- Végjáték (2007)
- Vasárnap (2007)
- Ki/Be Tawaret (2011)
- Valaki vacsorára (2013)

### Gyártástervezőként
- Örökkön-örökké (1984)
- Nehéz nőnek lenni? (1986)
- A varázsló álma (1987)
- Micike és az Angyalok (1987)
- Alapképlet (1989)
- Vörös vurstli (1992)
- Anna filmje (1992)
- Három idegen úr (1994)
- Sok hűhó Emmiért (1998)
- Egyszer élünk (2000)
- Millenniumi mesék (2001)
- Telitalálat (2003)
- Könyveskép (2004-2007)
- Tavasz, nyár, ősz (2007)
- Végjáték (2007)
- Vasárnap (2007)
- Ki/Be Tawaret (2011)
- Legenda (2011)
- Valaki vacsorára (2013)
- Bocs! (2013)
- Búcsú (2014)
- A martfűi rém (2016)
- A Martfűi Rém – A Sorozat (2020)

### Forgatókönyvíróként
- A rossz orvos (1996)

## Díjai
- a veszprémi tv-találkozó különdíja
- Balázs Béla-díj (2005)
- Magyar Filmdíj (2017)[3]